# Dr. Oakley, veterinaria de Yukon
Dr. Oakley, Yukon Vet es una serie de televisión estadounidense sobre Nat Geo Wild . El programa se estrenó el 4 de abril de 2014.  El programa está protagonizado por la Dra. Michelle Oakley y sigue sus aventuras, generalmente en su base de operaciones de Haines Junction, Yukon  y Haines, Alaska . Oakley, hija de Steve y Georgia Plantinga de Schererville, IN, se graduó en 1987 en la escuela secundaria Munster (IN).  Estudió Zoología en la Universidad de Michigan y se licenció en 1991.  Luego asistió al Atlantic Veterinary College en la Isla del Príncipe Eduardo, Canadá  y realizó una pasantía en el Zoológico de Calgary .  En 2023, el programa entró en su undécima temporada.

## Elenco

### Veterinaria
- Dra. Michelle Oakley DVM

### Familia
- Sierra Oakley, hija y asistente veterinaria
- Maya Oakley, hija y asistente veterinaria.
- Willow Oakley, hija

### Narrador
- Zac bien
- Dra. Michelle Oakley

## Temporadas
| Temporada | Temporada | Episodios | Episodios | Emisión original         | Emisión original        |
| Temporada | Temporada | Episodios | Episodios | Primera emisión          | Última emisión          |
| --------- | --------- | --------- | --------- | ------------------------ | ----------------------- |
|           | 1         | 6         | 6         | 12 de abril de 2014      | 17 de mayo de 2014      |
|           | 2         | 10        | 10        | 1 de noviembre de 2014   | 3 de enero de 2014      |
|           | 3         | 8         | 8         | 19 de marzo de 2016      | 14 de mayo de 2016      |
|           | 4         | 8         | 8         | 1 de octubre de 2016     | 19 de noviembre de 2016 |
|           | 5         | 10        | 10        | 14 de octubre de 2017    | 9 de diciembre de 2017  |
|           | 6         | 11        | 11        | 6 de octubre de 2018     | 22 de diciembre de 2018 |
|           | 7         | 12        | 12        | 28 de septiembre de 2019 | 14 de diciembre de 2019 |
|           | 8         | 11        | 11        | 21 de marzo de 2020      | 16 de mayo de 2020      |
|           | 9         | 11        | 11        | 13 de marzo de 2021      | 1 de mayo de 2021       |
|           | 10        | 14        | 14        | 9 de octubre de 2021     | 27 de noviembre de 2021 |
|           | 11        | 10        | 10        | 8 de abril de 2023       | 10 de junio de 2023     |

## Episodios

### Temporada 1 (2014)
| N.º en serie | N.º en temp. | Título                              | Escrito por   | Fecha de emisión original |
| --- | ------------ | ----------------------------------- | ------------- | ------------------------- |
| 1 | 1            | «"Vuela como un águila"»            | Faith Gaskins | 12 de abril de 2014       |
| La veterinaria Michelle Oakley, quien atiende a los animales del territorio de Yukón, Canadá, realiza un chequeo a un equipo de perros de trineo en el estreno de este reality. También: un examen de fertilidad de una vaca lechera; un perro con la cara llena de púas; un búho con un ala rota; una excursión de pesca de cumpleaños; una visita a la Reserva de Vida Silvestre de Yukón. |              |                                     |               |                           |
| 2 | 2            | «"Un buey almizclero enojado"»      | Dana Kemp     | 19 de abril de 2014       |
| La Dra. Oakley visita una granja de caballos para examinar a los animales en busca de una enfermedad transmitida por moscas. Más tarde, examina a un buey almizclero rebelde y analiza las opciones de cuidado para un perro con la tráquea obstruida. |              |                                     |               |                           |
| 3 | 3            | «"Abajo Caribú"»                    | Faith Gaskins | 25 de abril de 2014       |
| La Dra. Oakley sale a evaluar a una vaca con problemas de infertilidad. Más tarde, examina a un caribú con bultos en el hocico y se da cuenta de que es hora de esterilizar a su perra. |              |                                     |               |                           |
| 4 | 4            | «"Dolores de reno"»                 | Erin Yokel    | 3 de mayo de 2014         |
| La Dr. Oakley atiende a un reno joven con hernia umbilical. También a un gato con diabetes; a un perro con problemas en el trasero; a un loro que necesita cuidados. |              |                                     |               |                           |
| 5 | 5            | «"Oakley, ¡consigue tu cerbatana!"» | Adam Meyer    | 10 de mayo de 2014        |
| La Dra. Oakley lleva a su hija Sierra a dar un paseo mientras realiza sus rondas habituales tratando tanto a los animales domésticos como a los salvajes de Yukón. |              |                                     |               |                           |
| 6 | 6            | «"Se acerca el invierno"»           | Dana Kemp     | 17 de mayo de 2014        |
| La Dra. Oakley examina una cabra propiedad de un granjero ciego. Más tarde, acorrala caballos salvajes con un helicóptero y examina a un búho gruñón. |              |                                     |               |                           |

### Temporada 2 (2015)
| N.º en serie | N.º en temp. | Título                                                     | Escrito por      | Fecha de emisión original |
| --- | ------------ | ---------------------------------------------------------- | ---------------- | ------------------------- |
| 7 | 1            | «"Locura de hongos"»                                       | Adam Meyer       | 1 de noviembre de 2014    |
| La Dr. Oakley está presente en una carrera de trineos tirados por perros para atender a sus competidores en el primer episodio de la segunda temporada. Además: Un gato salvaje recibe un chequeo médico; un buey almizclero recibe una pedicura. |              |                                                            |                  |                           |
| 8 | 2            | «"Caribú volador"»                                         | Faith Gaskins    | 8 de noviembre de 2014    |
| La Dra. Oakley es llamada a Quebec para ayudar a un equipo de científicos que lucha por salvar una manada única de caribúes de la extinción. Para lograr su objetivo, el equipo debe capturar cuatro caribúes preñadas y transportarlas en helicóptero a un gran corral donde permanecerán hasta que nazcan sus crías y tengan la edad suficiente para defenderse. De vuelta en la clínica, la Dra. Oakley se reúne con una labradora llamada Rose para un chequeo, y lo que descubre la preocupa.       |              |                                                            |                  |                           |
| 9 | 3            | «"Cuando los coyotes atacan"»                              | Nate Starck      | 15 de noviembre de 2014   |
| La Dra. Oakley se apresura a salvar las vidas de las mascotas atacadas por feroces depredadores del Yukón. Se enfrenta a un glotón en el Parque de Vida Silvestre Kroschel y resuelve las consecuencias del ataque de un coyote que dejó a un perro de la familia con la cola ensangrentada. Luego, la tragedia azota el patio trasero de la familia Oakley cuando otro ataque de coyote deja a la cabra de Willow en estado crítico.                                                                    |              |                                                            |                  |                           |
| 10 | 4            | «"Una cara llena de púas"»                                 | Faith Gaskins    | 22 de noviembre de 2014   |
| El final del invierno significa que los agricultores aislados del Yukón deben encargarse del mantenimiento rutinario de sus animales. Pero nada es rutinario cuando se trata del cuidado animal. La Dra. Oakley visita a un caribú con una grave lesión en la pata y se enfrenta a la responsabilidad de sacrificar a uno de los animales más pequeños del Yukón. Más tarde, debe actuar con rapidez cuando Ringo, el burro, empieza a despertar en medio de su cirugía de castración.                   |              |                                                            |                  |                           |
| 11 | 5            | «"Aquí viene Cari-Bu-Bu"»                                  | Dana Kemp        | 6 de diciembre de 2014    |
| En Bird TLC en Alaska, Michelle examina águilas calvas heridas en un incendio forestal y una gaviota a la que un humano disparó. De vuelta en Haines, Alaska, recibe una llamada de emergencia sobre un alce que parece estar decayendo, y no hay ni idea de qué le pasa. Michelle trabaja codo a codo con su colega veterinaria de Yukón, Candace Stuart, con dos minicaballos que están aprendiendo a vivir en paz con su nuevo dueño.                                                                 |              |                                                            |                  |                           |
| 12 | 6            | «"¡Leopardos, cachorros de lobo y osos pardos, Dios mío!"» | Nate Starck      | 6 de diciembre de 2014    |
| Los servicios del Dr. Oakley tienen mayor demanda a medida que se acerca el invierno. |              |                                                            |                  |                           |
| 13 | 7            | «"El lince desaparecido"»                                  | Nate Starck      | 13 de diciembre de 2014   |
| La Dra. Oakley dirige la vacunación de un gatito lince que se convierte en una persecución entre la maleza. En Alaska, revisa a un perro de caza con las orejas hinchadas, a dos labradores negros que perdieron una pelea con puercoespines y a un búho cornudo rehabilitado, listo para ser liberado. Nada de esto se suma al desgaste emocional que sufre la veterinaria de Yukón cuando su hija mayor, Sierra, se adentra en la selva para recibir tres semanas de intenso entrenamiento como guía.  |              |                                                            |                  |                           |
| 14 | 8            | «"El toro avanza a toda máquina"»                          | Dana Kemp        | 20 de diciembre de 2014   |
| Llega el final del verano en el Yukón y es época de celo para muchos animales. Michelle visita el Rancho El Dorado de Wayne Grove, cuyos alces machos no muestran señales de estar en celo. Después de sus rondas, Michelle sale a jugar a la feria estatal del sureste de Alaska con sus hijas Sierra, Maya y Willow. Termina el día con una de las experiencias más codiciadas como veterinaria: liberar un animal a su hábitat natural.                                                               |              |                                                            |                  |                           |
| 15 | 9            | «"Alce suelto"»                                            | Meredith Nutting | 27 de diciembre de 2014   |
| La Dra. Oakley se dirige a la gran ciudad, Anchorage, Alaska, y trae consigo a Maya y Sierra para que pasen un rato juntos. Una vez en Anchorage, Michelle lleva a las niñas a Moose Mamas para evaluar a unas crías de alce huérfanas antes de liberarlas contrarreloj. Al otro lado de la ciudad, unos renos han desarrollado misteriosas y grotescas lesiones faciales. |              |                                                            |                  |                           |
| 16 | 10           | «"Estragos en la manada"»                                  | Dana Kemp        | 3 de enero de 2015        |
| El tiempo apremia para tratar a los bisontes jóvenes con desparasitante antes de liberarlos. Pero cuando la manada se asusta y comienza una estampida, debe decidir si el trabajo puede continuar. Un grupo de caballos salvajes que causan peligros en el tráfico necesita ser acorralado. Luego, un escándalo sacude un zoológico interactivo cuando conejas dentro de un corral cerrado quedan embarazadas. Michelle juega a la detective de mascotas mientras intenta ponerle un collar al conejito. |              |                                                            |                  |                           |

### Temporada 3 (2016)
| N.º en serie | N.º en temp. | Título                         | Escrito por      | Fecha de emisión original |
| --- | ------------ | ------------------------------ | ---------------- | ------------------------- |
| 17 | 1            | «"Ataque de yak"»              | Jessie Dinh      | 19 de marzo de 2016       |
| La Dra. Oakley persigue ovejas, protege a un buey almizclero enfermo y colabora con un cerdo superhéroe. Luego se reúne con Patches, un perro con un extraño problema en una pata. |              |                                |                  |                           |
| 18 | 2            | «"Manténgase alejado"»         | Dana Kemp        | 26 de marzo de 2016       |
| El trabajo de la Dra. Oakley está resultando peligroso, ya que algunos de sus pacientes contraatacan. |              |                                |                  |                           |
| 19 | 3            | «"Baby Boom"»                  | Meredith Nutting | 2 de abril de 2016        |
| La primavera acaba de llegar al territorio de Yukón y para la doctora Michelle Oakley eso significa días largos, ayudando a un caribú a combatir el calor; y noches aún más largas ayudando a una vaca débil a dar a luz a un ternero demasiado grande; segundas oportunidades, extirpando un ojo infectado para salvar a un caballo; y nuevas vidas, trayendo al mundo cinco cachorros de bulldog francés.                           |              |                                |                  |                           |
| 20 | 4            | «"La doma de Wolverine"»       | —                | 9 de abril de 2016        |
| Cada primavera, la Dra. Oakley visita Alaska para ayudar con la temporada de partos. Este año, visita una granja de renos, un centro de rescate de alces y un centro de conservación. |              |                                |                  |                           |
| 21 | 5            | «"¿Tienes jugo de alce?"»      | Jessie Dinh      | 23 de abril de 2016       |
| Michelle hace todo lo posible para salvar a un alce bebé de una muerte segura, y Sierra sale a cazar para salvar a un águila calva herida. |              |                                |                  |                           |
| 22 | 6            | «"Locura de medianoche"»       | Meredith Nutting | 30 de abril de 2016       |
| Es verano en el Yukón, la tierra del sol de medianoche. El Dr. Oakley ayuda a arrear caballos descontrolados y se acerca a una vaca en pánico. |              |                                |                  |                           |
| 23 | 7            | «"Con verrugas y todo"»        | —                | 7 de mayo de 2016         |
| En la Reserva de Vida Silvestre de Yukón, el Dr. Oakley ayuda a un joven caribú con verrugas gigantes de rápido crecimiento en la cara y a una cabra montés de un año con una pata gravemente destrozada. En la Clínica All Paws, un perro querido y su devoto dueño esperan saber si un tumor cerca de su cola es canceroso; un caballo recibe acupuntura y un pequeño hurón se somete a una delicada cirugía...                     |              |                                |                  |                           |
| 24 | 8            | «"Un gato fuera del infierno"» | —                | 14 de mayo de 2016        |
| En la naturaleza agreste de Alaska, la Dra. Oakley debe castrar a un yak macho llamado Drifter, que no reacciona a la anestesia. Luego, debe sedar cuidadosamente a un lince enfermo, con el reto de tener un segundo gato muy molesto cerca. Más tarde, la Dra. Oakley ayuda a un cachorro de 3 meses llamado Honey, quien fue atropellado y podría necesitar una pata amputada, y al caballo adoptado de un amigo, llamado Socks... |              |                                |                  |                           |

### Temporada 4 (2016)
| N.º en serie | N.º en temp. | Título               | Escrito por | Fecha de emisión original |
| --- | ------------ | -------------------- | ----------- | ------------------------- |
| 25 | 1            | «"Una mamá loca"»    | Dana Kemp   | 1 de octubre de 2016      |
| La Dra. Oakley persigue ovejas, protege a un buey almizclero enfermo y colabora con un cerdo superhéroe. Luego se reúne con Patches, un perro con un extraño problema en una pata. |              |                      |             |                           |
| 26 | 2            | «"Empujando al oso"» | Jessie Dinh | 8 de octubre de 2016      |
| La Dr. Oakley realiza exámenes físicos a dos osos negros durante una reubicación riesgosa, y un lobo gris es operado para un procedimiento complicado.                             |              |                      |             |                           |

}}

## enlaces externos
- Dr. Oakley, veterinaria de Yukon en Internet Movie Database (en inglés).
- Dr. Oakley,  Veterinaria Yukon en Instagram
- en disneyplus